# 1990 (альбом)
1990 — пятый студийный альбом украинского певца Макса Барских, выпущенный 9 октября 2020 года под руководством лейбла Sony Music Entertainment. Данный альбом завершает альбомную трилогию, в которую входят: Туманы, 7, 1990. По словам Макса, название релиза приурочено к его году рождения и сами песни созданы в стиле 80-х и 90-х.

## История
Изначально альбом состоял из 11 треков, но позже в него был добавлен дуэт с Мишей Романовой.
Концертная презентация альбома была заявлена на 12 декабря 2020 года. Местом её проведения был выбран бар Memo Dine & Bar, однако после выступления Макса концертное помещение было временно закрыто в связи с нарушениями мер профилактики COVID-19 и работой в ночное время.
Перед выходом альбома Макс Барских выложил в свой Instagram отрывки песен и показал обложку.

### Синглы
22 ноября 2019 года состоялся релиз песни «Лей, не жалей», выпущенной в качестве лид-сингла в поддержку альбома.. В тот же день было выпущено mood-видео, а официальный видеоклип вышел 7 февраля 2020 года. Режиссёром обоих видеоработ выступил Алан Бадоев.
28 февраля 2020 года состоялся релиз первого промосингла «Небо льёт дождём». Вместе с песней было выпущено mood-видео. Его режиссёром всё также выступил Алан Бадоев.
8 марта 2020 года, ко дню всех женщин, и Дню рождению Макса Барских состоялся релиз песни «Двоє» (с укр. — «Двое»), впоследствии вышедшей как второй промосингл в поддержку альбома.. Песня была написана на украинском языке. В тот же день было выпущено mood-видео, режиссёром которого стал Алан Бадоев.
15 мая 2020 года состоялся релиз песни «По секрету», которая стала вторым и последним синглом в поддержку альбома.. В день релиза вышел и клип на трек. Его режиссёром выступил Алан Бадоев.

## Отзывы
Алексей Мажаев, рецензент интернет-издания InterMedia, рекомендует «не слушать делюкс версию альбома, ту, что с комментариями артиста», аргументировав свою позицию тем, что эта версия «больше подойдёт для поклонников скандальных ток-шоу, любителей новостей и т. д.» Также обозреватель обратил внимание на следующее заявление Макса:

Каждое утро я просыпаюсь с надеждой, что сегодня тот самый день, когда я найду свою любовь — ту самую, после которой я осознаю, что важнее для меня больше ничего не существует.

Также он отметил, что в 1990 Барских «дарит» поклонникам «сочное» поп-звучание. В песнях «Самолёт», «Океаны» и «Лей, не жалей» обозреватель заметил присутствие «нескольких хитовых припевов». Композиции «Небо льёт дождём», «Наивна», «Двоє» и «Любовь, не умирай» Алексей наименовал лирическими. Также он написал, что темповые танцевальные «Пустые глаза», несмотря на рискованный текст (а может, и благодаря ему), могут «затмить» по популярности даже «Туманы-маны».
Редактор сайта музыкальной платформы Apple Music отозвался об альбоме как об «урбанистическом финале романтической трилогии украинской звезды».

## Список композиций
| №                   | Название                                         | Длительность |
| ------------------- | ------------------------------------------------ | ------------ |
| 1.                  | «Армаггедон»                                     | 3:37         |
| 2.                  | «Самолёт»                                        | 3:33         |
| 3.                  | «По местам»                                      | 3:32         |
| 4.                  | «Океаны»                                         | 3:46         |
| 5.                  | «Лей, не жалей»                                  | 3:30         |
| 6.                  | «Небо льёт дождём»                               | 3:31         |
| 7.                  | «Наивна»                                         | 3:27         |
| 8.                  | «Пустые глаза»                                   | 2:57         |
| 9.                  | «По секрету»                                     | 3:21         |
| 10.                 | «Всё проходит»                                   | 3:13         |
| 11.                 | «Двоє»                                           | 3:41         |
| 12.                 | «Любовь, не умирай» (при участии Миши Романовой) | 3:49         |
| Общая длительность: | Общая длительность:                              | 41:57        |